# Janvier 2009 aux États-Unis
Les évènements de l'année 2009 aux États-Unis. 
2007 aux États-Unis - 2008 aux États-Unis - 2009 aux États-Unis - 2010 aux États-Unis - 2011 aux États-Unis
 2007 par pays en Amérique - 2008 par pays en Amérique - 2009 - 2010 par pays en Amérique - 2011 par pays en Amérique 
Janvier - Février - Mars - Avril - Mai - Juin - Juillet - Août - Septembre - Octobre - Novembre - Décembre

## Chronologie

### Jeudi1erjanvier 2009
Affaires diverses

Securities and Exchange Commission

- Affaire Bernard Madoff : Le financier Bernard Madoff fournit la liste détaillée de ses biens, comptes et autres intérêts, à la Securities and Exchange Commission, le gendarme de la bourse américaine, mais cette liste n'est pas rendue publique. L'escroc, condamné à 150 années de prison pour avoir organisé une gigantesque fraude estimée à 50 milliards de dollars aurait une fortune personnelle considérable. Par sa dimension et les énigmes multiples qui l'accompagnent, l'escroquerie géante organisée par financier Bernard Madoff suscite de plus en plus d'incrédulité et de suspicion. La SEC a été très critiquée pour ne pas avoir vu venir le scandale et ne pas avoir enquêté plus à fond sur les accusations de fraude portées contre le fonds d'investissement de Madoff. Le patron de la SEC Christopher Cox a reconnu qu'il y avait eu des manquements lors de précédentes enquêtes : on ne perd pas jusqu'à 50 milliards de dollars sans laisser de traces, on ne peut pas maquiller des comptes de cette envergure, tromper ses investisseurs et abuser les autorités de contrôle, en agissant seul[1].
- Le groupe d'informatique IBM prévoit de réduire de 15 % le salaire de ses commerciaux dans le monde entier. Présentée le 10 décembre en comité d'entreprise, la nouvelle grille est entrée en vigueur au 1er janvier. Pour compenser cette baisse, la direction d'IBM a proposé d'augmenter la part variable des salaires, liée aux performances du groupe ou de l'activité.

### Vendredi2 janvier 2009
Économie

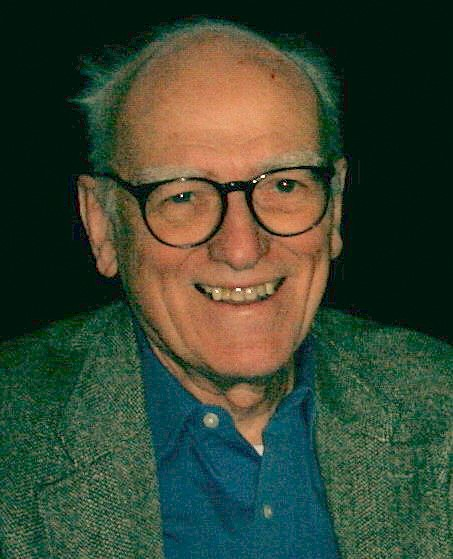
Donald E. Westlake
(2006)

- - Recomposition majeure du paysage bancaire américain : les banques Bank of America, Wells Fargo et PNC annoncent avoir bouclé l'acquisition de leurs concurrentes respectives Merrill Lynch, Wachovia et National City. Bank of America revendique désormais la plus grosse division de gestion de fortune au monde, avec quelque 20 000 conseillers financiers et quelque 2 700 milliards de dollars d'actifs. Wells Fargo revendique le plus important réseau de distribution du pays, avec 11 000 agences, et la position de deuxième plus grosse banque par les dépôts et quelque 14 000 milliards de dollars d'actifs. PNC devient la cinquième banque du pays avec quelque 291 milliards de dollars d'actifs[2].
  - Les autorités annoncent la signature d'un accord pour la vente de la banque californienne en faillite IndyMac à un consortium de fonds d'investissement, IMB Management Holdings, pour environ 13,9 milliards de dollars. La nouvelle IndyMac, basée à Pasadena (Californie) dispose de 33 agences et gère 6,5 milliards de dépôts, 16 milliards de prêts et un portefeuille d'actions de 6,9 milliards de dollars. Le consortium apporte 1,3 milliard en numéraire pour recapitaliser la banque.
  - Le groupe nucléaire français Areva annonce le dépôt d'une demande d'agrément auprès des autorités américaines pour construire le premier centre d'enrichissement d'uranium du groupe aux États-Unis pour un investissement de deux milliards de dollars, dans l'Idaho. L'usine pourrait être opérationnelle en 2014, et produire à terme trois millions d'unités de travail de séparation d'uranium (UTS) par an[3].

Affaires diverses
- - Mort de l'auteur de romans policiers Donald Westlake (75 ans) d'une crise cardiaque. Quinze de ses romans ont été adaptés au cinéma.
  - Mort de Jett Travolta (16 ans), fils unique de l'acteur John Travolta et de l'actrice Kelly Preston, décédé brusquement d'un arrêt cardiaque alors qu'il était en vacances avec sa famille aux Bahamas.

### Samedi3 janvier 2009
Économie
- Le Trésor fédéral effectue le versement d'une aide d'urgence de 4 milliards de dollars au constructeur automobile Chrysler, confronté à de grandes difficultés financières.

### Dimanche4 janvier 2009
Politique
- Le chef de file des républicains au Sénat, Mitch McConnell, réclame une voix au chapitre sur l'élaboration du gigantesque plan de relance de l'économie américaine voulu par Barack Obama et met en garde contre toute précipitation pour l'adopter. Il exprime ses doutes sur la création de nouveaux emplois publics dans le cadre de ce plan mais est favorable à la réduction des impôts pour les classes moyennes.
- Nouvelle administration du président Barack Obama : Bill Richardson renonce à devenir le prochain secrétaire au Commerce en raison d'une enquête visant une société qui a eu des relations d'affaires avec son État. Gouverneur démocrate du Nouveau-Mexique, il a appartenu à l'équipe du président Bill Clinton, au pouvoir de 1993 à 2001. La justice d'Albuquerque, soupçonne une société d'avoir remporté de juteux contrats de la part de l'État du Nouveau-Mexique, peu après avoir versé des fonds aux comités de soutien à la candidature de Bill Richardson aux primaires démocrates.

### Lundi5 janvier 2009
Politique

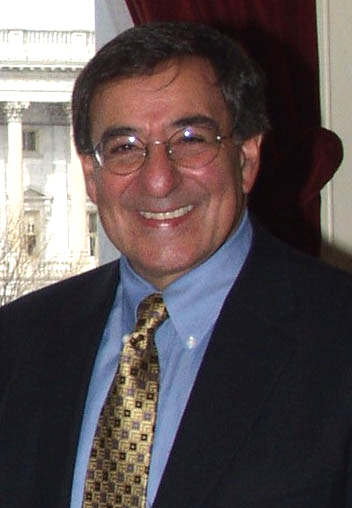
Leon Panetta
(décembre 2006)

- Nouvelle administration du président Barack Obama : Leon Panetta (70 ans) est désigné comme nouveau directeur de la Central Intelligence Agency (CIA); il est une personnalité politique aux compétences budgétaires reconnues mais sans réelle expérience connue dans le domaine du renseignement. D'autre part, Dennis Blair a été nommé à la tête du Renseignement national américain (DNI) qui a autorité sur une quinzaine d'organismes. Il succédera à Michael Hayden, critiqué par certains démocrates et par les mouvements de défense des droits de l'homme pour avoir défendu les méthodes de lutte contre le terrorisme de l'administration du président George W. Bush.

Économie
- Le plan de relance du président Barack Obama présenté au Congrès, prévoit des réductions d'impôts de 300 milliards de dollars réparties en allègements fiscaux pour les particuliers qui gagnent plus de 200 000 dollars par an et pour les entreprises qui embauchent, ce qui devrait contribuer « à sauver ou créer » trois millions d'emplois d'ici 2011.
- Le constructeur automobile Ford reconnait un recul de 20,7 % de ses ventes de véhicules en 2008 dont une chute de 32,4 % sur un an de ses ventes de voitures neuves aux États-Unis.

### Mardi6 janvier 2009
Économie
- Le constructeur automobile Chrysler reconnait un recul de 30 % de ses ventes de véhicules en 2008. Chrysler, qui a reçu vendredi un prêt fédéral de 4 milliards de dollars afin de tenter d'éviter la faillite, compte sur ses prochaines grosses opérations promotionnelles, y compris des prêts à taux zéro sur six ans pour certains modèles.
- Microsoft annonce avoir vendu plus de 28 millions de Xbox 360 depuis son lancement fin 2005, dont 8 millions en Europe, dépassant son concurrent Sony et la PlayStation 3. Le groupe récolte les fruits de sa politique de prix agressive, en proposant la console la moins chère du marché (179 euros pour le modèle entrée de gamme).

Affaires diverses
- Nommé par le gouverneur de l'Illinois, Rod Blagojevich, accusé de corruption, Roland Burris, s'est rendu au Sénat pour la rentrée parlementaire, mais il a dû quitter le Capitole une demi-heure après y être entré, sans avoir pu être assermenté avec les autres sénateurs du 111e Congrès, car  sa lettre de nomination, qui portait uniquement la signature du gouverneur a été jugée invalide car elle n'est pas signée par le secrétaire d'État de l'Illinois, Jesse White

### Mercredi7 janvier 2009
Politique
- Nouvelle administration du président Barack Obama : Nancy Killefer, directrice au sein du cabinet de consultants McKinsey et ancienne secrétaire adjointe au Trésor dans l'administration du président Bill Clinton, est nommée au nouveau poste de contrôleur du Budget, chargée de surveiller à la loupe les dépenses de l'administration et leur bien-fondé. Selon le président Barack Obama qui a créé ce nouveau poste de « chief performance officer » rattaché à la Maison-Blanche : « Notre problème n'est pas seulement un déficit de dollars, mais aussi un déficit de responsabilité et un déficit de confiance [...] Pendant la campagne, j'ai dit que nous devions assainir ce budget, ligne après ligne, en éliminant ce dont nous n'avons pas besoin ou ce qui ne marche pas, et en améliorant ce qui fonctionne ».

Économie
- Selon le Bureau du budget du Congrès (CBO), le déficit budgétaire des États-Unis pour l'exercice 2008/2009 devrait atteindre le montant exceptionnel de 1 200 milliards de dollars, soit 8,3 % du produit intérieur brut, mais sans prendre en compte le plan de relance massif de l'économie américaine voulu par la nouvelle administration du président Barack Obama et les démocrates du Congrès qui devrait se monter à au moins 775 milliards de dollars. Pour l'exercice 2007/2008, clos fin septembre, le déficit a atteint 438 milliards de dollars, soit 3,1 % du PIB.
- Deux des « rois du porno » américains, dont Joe Francis, à l'origine de la série de DVD « Girls Gone Wild » et le célèbre Larry Flynt, fondateur du magazine « Hustler » et provocateur notoire, demandent au Congrès de débloquer une aide de cinq milliards de dollars en faveur de leur secteur, « un plan de sauvetage comparable à celui que souhaitent les trois grands constructeurs de voitures » car le secteur de la pornographie représente un chiffre d'affaires annuel de 13 milliards de dollars aux États-Unis. En raison de la récession économique actuelle, « Le Congrès semble vouloir aider nos entreprises les plus importantes, nous pensons que nous méritons la même attention [...] les gens sont trop déprimés pour être actifs sexuellement [...] C'est très mauvais pour la santé du pays. Les Américains peuvent se débrouiller sans voitures mais pas sans sexe »[4].
- Le groupe d'agrochimie Monsanto annonce qu'il est proche de lancer sur le marché une variété de maïs OGM résistante à la sécheresse, développé en collaboration avec le géant allemand de la chimie BASF, et qu'il souhaiterait commercialiser « au début des années 2010 ». Les essais ont montré qu'il améliore de 6 % à 10 % le rendement moyen — le maïs est une plante particulièrement gourmande en eau dont ses besoins son huit fois supérieurs à ceux du blé.
- Le groupe Alcoa, premier producteur mondial d'aluminium, annonce une réduction de 13 % de ses effectifs, soit 13 500 emplois dans le monde et 1 700 intérimaires, et une baisse de moitié de ses dépenses d'investissement. Le plan de restructuration annoncé en novembre prévoit une réduction annuelle de 350 000 tonnes de la production d'aluminium du groupe.
- Le groupe Microsoft annonce le lancement de la version expérimentale (bêta) du nouveau système d'exploitation Windows 7, appelé à remplacer le système Windows Vista qui est très critiqué.

Affaires diverses
- Affaire Bernard Madoff : Selon le parquet, le financier escroc, a essayé de cacher des bijoux dans « un paquet contenant en tout environ 13 montres, un collier en diamants, une bague en émeraude et deux paires de boutons de manchette », contrevenant ainsi aux conditions de sa liberté sous caution. Il aurait aussi envoyé à des membres de sa famille une montre Cartier et une montre Tiffany, toutes deux serties de diamants, quatre broches en diamants et d'autres bijoux[5].
- La popstar Michael Jackson (50 ans) annonce se réinstaller en Californie, plus de trois ans après avoir quitté l'État à la suite de son acquittement dans un procès pour attouchements sexuels sur mineur. Il loue un manoir dans le quartier huppé de Bel-Air pour 100 000 dollars par mois. De style « château français », la demeure compte sept chambres, 13 salles de bain et une salle de cinéma privée.

### Jeudi8 janvier 2009
Politique
- Le nouveau président Barack Obama promet de doubler la production d'énergies nouvelles en l'espace de trois ans et d'améliorer l'efficacité énergétique de deux millions de logements. Il annonce aussi une baisse d'impôts de 1 000 dollars concernant 95 % des ménages américains de façon à inciter les familles à « se remettre à dépenser ».

Économie
- Selon les chiffres officiels les États-Unis ont perdu 2,6 millions d'emplois en 2008 — 1,9 million sur les quatre derniers mois —, ce qui n'était pas arrivé depuis 1945. Le taux de chômage est au-dessus de 7 %.
- Le constructeur aéronautique Boeing annonce que durant l'année 2008, il a enregistré 662 nouvelles commandes nettes d'avions commerciaux, dont 93 pour son nouveau Boeing 787 Dreamliner, 484 pour le Boeing 737 de dernière génération, 54 pour le Boeing 777, 28 pour le Boeing 767-300ER et 3 commandes pour le boeing 747-8 intercontinental. Le PDG Scott Carson souligne « l'équilibre de la clientèle entre toutes les régions du monde » et la diversité des modèles économiques des compagnies clientes. En 2008, 375 avions ont été livrés aux compagnies clientes, dont 290 Boeing 737, 14 Boeing 747, 10 Boeing 767 et 61 Boeing 777. Le groupe reconnait que ses livraisons ont été  « perturbées par une grève qui a arrêté la production pendant plusieurs semaines" » en septembre et octobre.

Affaires diverses
- Le rapport préliminaire de la commission législative de l'Illinois conclut qu'il existe suffisamment de preuves d'abus de pouvoir et de corruption pour que la Chambre des représentants de l'Illinois recommande la destitution du gouverneur Rod Blagojevich arrêté le 9 décembre et soupçonné d'avoir voulu monnayer le siège de sénateur laissé vacant après l'élection de Barack Obama à la présidence des États-Unis.
- « Des inondations de grande ampleur sont en train de se produire pour huit à dix rivières dans l'ouest de l'État de Washington » (nord-ouest). En deux jours les chaînes des Cascades et des Olympiques ont reçu ente 200 et 300 millimètres de pluie, susceptibles de faire fondre une partie de l'épaisse couche de neige tombée depuis décembre dans la région. Plusieurs milliers de personnes sont appelées à évacuer leurs maisons en raison de la rapide montée des eaux, en particulier dans les secteurs d'Orting et de Chehalis.
- Selon le FBI, les ventes d'armes officielles, mesurées par le nombre de procédures de vérification de casiers judiciaires effectuées pour leur achat, ont fait un bond de 24 % au mois de décembre. En fait les ventes d'armes aux États-Unis ont fortement progressé depuis l'élection du président Barack Obama, par crainte d'une possible loi restreignant le port d'armes.

### Vendredi9 janvier 2009
Politique
- Nouvelle administration du président Barack Obama : John Brennan, directeur de cabinet du directeur de la CIA entre 1999 et 2001 puis directeur du Centre national de la lutte antiterroriste entre 2004 et 2005, est nommé au poste de conseiller en matière de lutte antiterroriste à la Maison-Blanche. John Brennan est considéré comme ayant « l'expérience, la vision et l'intégrité » nécessaire pour occuper ce poste. Un temps envisagé pour prendre la tête de la CIA, il a été écarté en raison de son implication dans le programme contesté de détention et d'interrogation de l'Agence.
- Une commission parlementaire de l'Illinois, composée de 21 élus, considère à l'unanimité qu'il y a suffisamment de preuves que le gouverneur Rod Blagojevich a commis un abus de pouvoir en tentant de monnayer le siège de sénateur. La commission le considère inapte à gouverner et préconise sa destitution[6].
- Dans un entretien à l'Associated Press, le vice-président sortant Dick Cheney estime que la CIA a eu raison d'employer la torture pour soutirer des informations à des terroristes présumés. Il déclare avoir toute confiance dans la valeur des informations obtenues par exemple par le supplice de la baignoire, qui a été utilisé à l'encontre de trois hauts responsables opérationnels d'Al-Qaïda en 2002 et 2003, ce qui a été très productif en matière d'information et de renseignement de valeur. Au sujet du retrait d'Irak, il estime : « Ce n'est pas la pagaïe, nous avons accompli de grands progrès. Nous avons quasiment atteint une part significative de nos objectifs. Un retrait irresponsable maintenant serait précisément le mauvais remède »[7].

Économie
- Le Secrétaire au Trésor sortant Henry Paulson met en garde les Américains contre l'évolution de la situation économique, estimant qu'un retour à la croissance allait demander beaucoup d'efforts. Selon les chiffres officiels les États-Unis ont perdu 2,6 millions d'emplois en 2008 — 1,9 million sur les quatre derniers mois —, ce qui n'était pas arrivé depuis 1945. Le nombre de travailleurs à temps partiel a dépassé les huit millions (+3,4 millions), le nombre de chômeurs de longue durée (> 27 semaines) a doublé et le taux de chômage est au-dessus de 7 %. Il estime cependant que l'économie américaine peut « revenir à la croissance et à la création d'emplois » dès cette année.
- Robert Rubin, l'ancien secrétaire au Trésor de 1995 à 1999, très critiqué pour sa responsabilité dans la déconfiture de la banque Citigroup, qu'il conseille depuis près de dix ans, annonce sa démission avec effet immédiat de sa fonction de « conseiller spécial » sans responsabilité exécutive au sein de la banque new-yorkaise.
- Le constructeur aéronautique Boeing annonce qu'il va procéder à la suppression de 4 500 emplois, dont une partie en licenciements « secs », dans sa branche avions commerciaux après l'annonce d'une division par deux de ses prises de commandes dans ce secteur. La restructuration affectera 6,6 % des salariés de cette division et permettra de retrouver son niveau d'effectifs d'il y a un an.

Affaires diverses
- L'acteur Ryan O'Neal (67 ans), est condamné à suivre un programme de désintoxication pendant 18 mois après avoir plaidé coupable de possession de stupéfiants. Il a été interpellé le 17 septembre lors d'une perquisition de son domicile de Malibu avec son fils Redmond après que les policiers eurent découvert des metamphétamines, une drogue de synthèse très puissante[8].

### Lundi12 janvier 2009
Économie
- Le constructeur aéronautique Boeing annonce avoir signé avec le Pentagone la prolongation et l'extension du contrat de maintenance des avions de transport militaire Boeing C-17 pour la période d'octobre 2008 à septembre 2009 pour un coût d'1,1 milliard de dollars. La flotte dont Boeing a la responsabilité comprend 182 appareils de l'armée de l'air américaine et 14 autres servant dans des armées alliées et qui bénéficient ainsi d'économies d'échelle.
- Le constructeur automobile Toyota lance à Détroit (Michigan) la troisième génération de sa populaire voiture hybride Prius qui consomme 4,6 litres aux 100 km. Cette version devrait être produite à 400 000 exemplaires par an et commercialisée dans 80 pays. Depuis 1997, Toyota a vendu plus d'un million de Prius dans le monde. La version III est plus spacieuse et reçoit un toit ouvrant en verre et est équipée de panneaux solaires activant le système de ventilation.

Affaires diverses
- La victime dans l'affaire qui a conduit Roman Polanski à fuir en Europe a demandé hier l'abandon des poursuites contre le cinéaste, qui risque la prison pour avoir eu des relations sexuelles avec elle lorsqu'elle avait 13 ans, selon des documents judiciaires. La victime, aujourd'hui âgée de 45 ans et mère de trois enfants, a déposé une demande lundi devant le juge, réclamant l'abandon des poursuites[9].

### Mardi13 janvier 2009
Politique

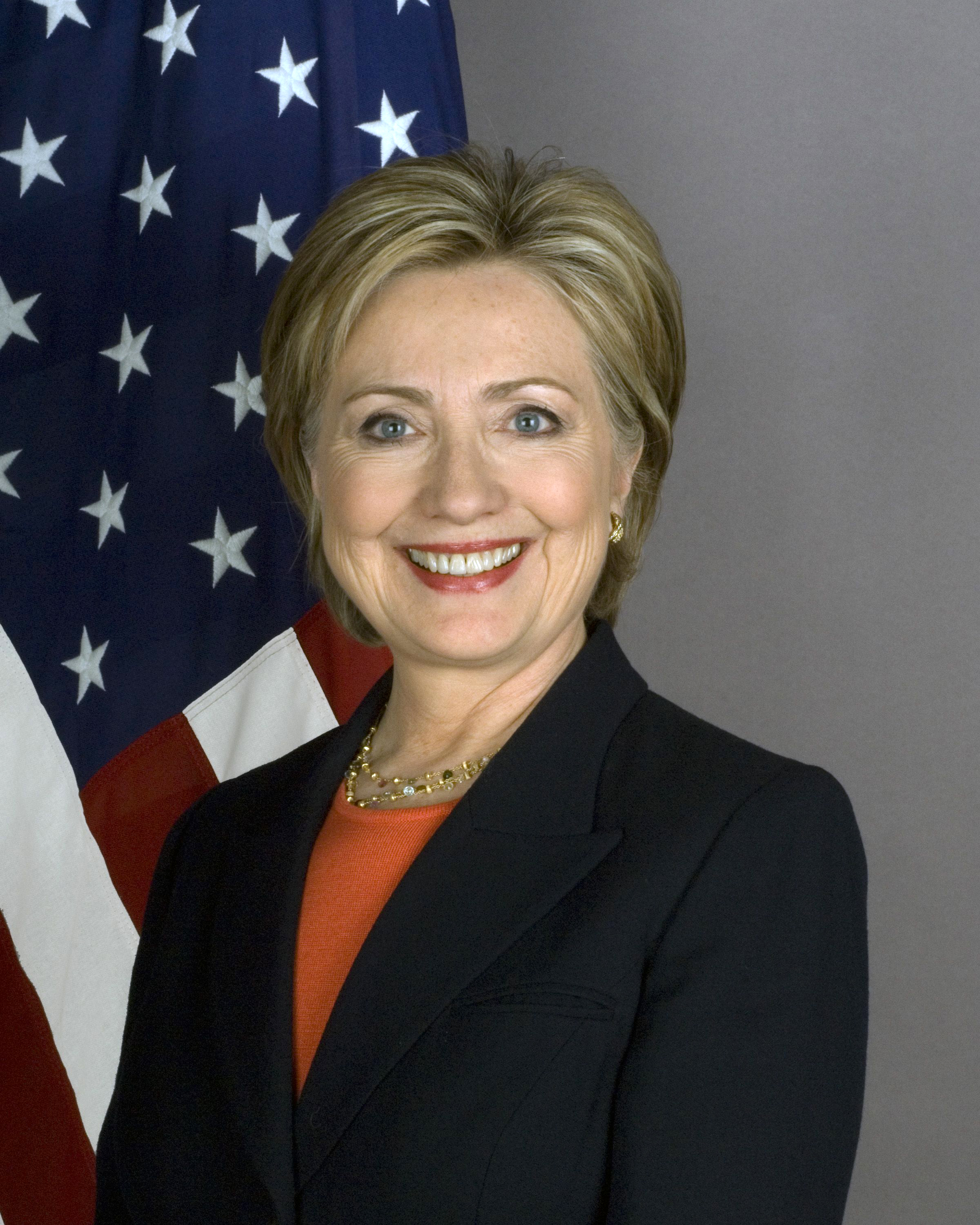
Hillary Clinton
(janvier 2009)

- Hillary Clinton, reçue au Sénat pour son audition destinée à confirmer sa nomination au poste de secrétaire d'État, déclare : « L'Amérique ne peut à elle seule résoudre les problèmes du monde et le monde ne peut pas non plus les résoudre sans l'Amérique [...] la puissance américaine avait laissé à désirer mais restait désirée [...] elle s'engage à restaurer la puissance de l'Amérique par une diplomatie qui renforce notre sécurité, fait progresser nos intérêts et reflète nos valeurs. [...] Je ne me lève pas chaque matin en pensant aux menaces et aux dangers auxquels nous sommes confrontés [...] tout défi offre aussi une chance [...] la politique étrangère doit être fondée sur l'union de principes et du pragmatisme, pas sur une idéologie rigide [...] sur des faits et des preuves, pas sur l'émotion ou les préjugés [...] Barack Obama a été parmi les premiers, au sein d'un chœur de plus en grandissant venant des deux partis, à reconnaître que le changement climatique constitue une menace réelle pour la sécurité [...] menace notre existence même, mais sans en arriver là, il pourrait provoquer de nouvelles guerres obéissant à des schémas anciens, pour contrôler des ressources de base comme la nourriture, l'eau et les terres cultivables. [...] Le président élu Obama a dit que l'Amérique devait jouer un rôle dirigeant dans le développement et la mise en œuvre d'une réponse mondiale et coordonnée au changement climatique [...] et nous mènerons une politique énergétique qui fera baisser nos émissions de carbone tout en réduisant notre dépendance vis-à-vis du pétrole et du gaz étrangers, en combattant le changement climatique et en renforçant notre sécurité économique et énergétique ».

### Mercredi14 janvier 2009
Affaires diverses
- Pour la deuxième fois un juge de la Cour fédérale de New York rejette une demande du parquet visant à l'incarcération du financier américain Bernard Madoff, soupçonné d'être à l'origine d'une énorme fraude de 50 milliards de dollars.
- Steve Jobs, directeur général du groupe informatique  Apple, annonce être dans l'obligation de prendre un congé médical jusqu'à fin juin, les problèmes de santé — un  simple « déséquilibre hormonal » —, dont il avait reconnu récemment l'existence s'étant révélés « plus complexes » qu'il ne le pensait. En 2004, il avait été opéré d'un cancer du pancréas[10].

### Jeudi15 janvier 2009
Politique

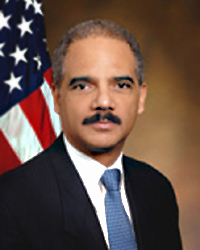
Eric Holder
(Février 2009)

- Le nouveau ministre de la justice, Eric Holder, estime que la « simulation de noyade » (waterboarding) est de la « torture ». Cette technique d'interrogatoire aurait été utilisée contre 33 prisonniers en tout, a affirmé récemment Dick Cheney, vice-président sortant.
- Le président sortant George W. Bush, dans sa dernière allocution de 15 minutes à la Maison-Blanche retransmise sur toutes les chaînes de télévision, a résumé les principaux thèmes de sa présidence qui s'achève sur un record historique d'impopularité : « Le Bien et le Mal sont présents en ce monde et entre les deux, il ne peut pas y avoir de compromis [...] J'ai fait ce que je pensais être juste ».

Économie
- L'équipementier de télécommunication Motorola annonce la suppression de 4 000 emplois supplémentaires, venant s'ajouter aux 3 000 postes dont la suppression a été décidée fin octobre 2008. Les nouvelles suppressions concernent en majorité la division « téléphones portables ». Ces mesures portent à 17 000 le nombre total de licenciements annoncés dans le groupe depuis janvier 2007.
- Quelque 3,1 millions de procédures de saisies immobilières ont été engagées ou ont abouti en 2008 aux États-Unis, ce qui a concerné un ménage américain sur 54, selon le cabinet RealtyTracce qui estime que « les plans de prévention des saisies mis en place jusque-là n'ont pas réussi à ralentir ce tsunami de saisies »[11].
- Le groupe informatique IBM annonce la construction d'un centre de haute technologie à Dubuque dans l'Iowa qui devrait employer quelque 1 300 personnes d'ici 2010. Ce centre aura la responsabilité de gérer à distance de grands systèmes informatiques, des systèmes de stockage et des opérations de sécurité.

Affaires diverses
- Un avion Airbus A320 de la compagnie aérienne US Airways transportant 155 personnes se pose en planant sur le fleuve Hudson, au niveau de la 48e rue à New York, près de l'aéroport de La Guardia, et a pu être récupéré flottant sur les eaux glacées. Le vol US Airways 1549 venait de décoller pour sa destination finale, Charlotte (Caroline du Nord), quand il fut pris dans un vol d'oiseaux — des oies — à 975 m d'altitude. Le pilote parvint à poser délicatement son Airbus A320-214 [N106US, c/n 1044] sur le fleuve Hudson à 15 h 31. Les ferries rapidement sur place ont évacué les 150 passagers et 5 membres d'équipage. Il y a eu seulement une jambe cassée et quelques cas d'hypothermie sans gravité[12],[13].
- Pour illustrer l'enveloppe souvenir commémorant la victoire du président Barack Obama, l'US Postal Service a choisi une photo de l'Agence France-Presse prise par le photographe Jewel Samad au Grant Park de Chicago lors de la soirée qui a suivi l'élection présidentielle. L'enveloppe est affranchie avec un timbre à 42 cents représentant un drapeau américain et barré d'un cachet de la poste daté du 4 novembre 2008, jour de l'élection, le portrait en couleur qu'y figure, fait 8 cm sur 6 cm, et montre Barack Obama saluant ses partisans.
- En Floride, fin du procès de la partie américaine d'un vaste réseau de pédomanes s'étendant en Allemagne, au Royaume-Uni et en Australie. Sept hommes sont poursuivis pour diffusion « d'images et de vidéos de jeunes enfants et de tout petits, effectuant des actes sexuels et sadiques divers ». Les prévenus risquent la prison à vie[14].

### Vendredi16 janvier 2009
Politique

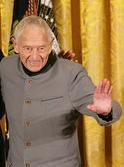
Andrew Wyeth
(novembre 2007)

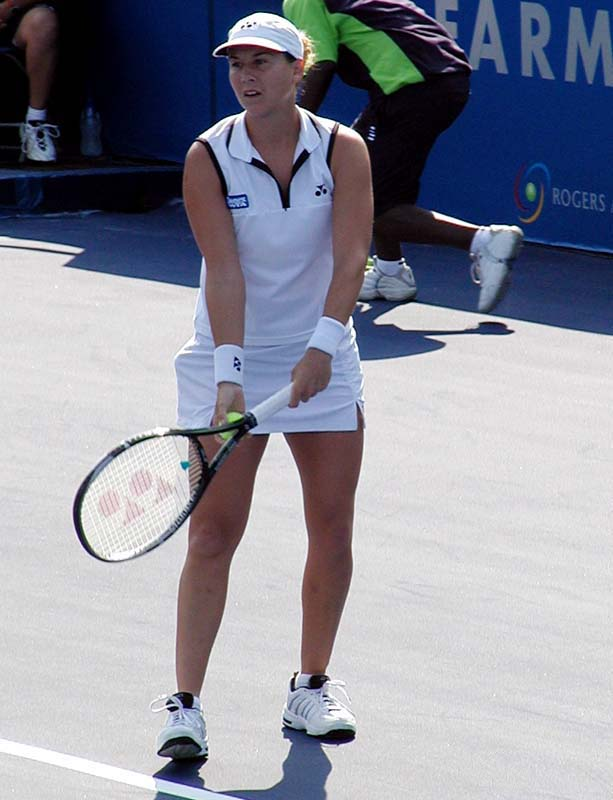
Monica Seles
(juillet 2004)

- Les États-Unis décident de taxer à 300 % le roquefort en réponse à l'interdiction du bœuf aux hormones en Europe. Ces droits de douane prohibitifs sont une rétorsion contre la poursuite de l'interdiction de commercialisation de leur bœuf aux hormones sur le territoire européen. Une décision qualifiée d'« injustifiée » par le ministre français de l'agriculture, Michel Barnier, et d'« inadmissible » par la secrétaire française d'État au commerce extérieur, Anne-Marie Idrac.

Économie
- Le département du Trésor annonce le versement de 20 milliards de dollars de capitaux à la Bank of America pour renflouer ses comptes après l'acquisition de Merrill Lynch. En 2008, la banque a fait 4 mds $ de bénéfices mais une chute de 73 % de son bénéfice net pour 2008, en raison des énormes pertes enregistrées en fin d'année par sa nouvelle filiale dans la banque d'affaires Merrill Lynch.
- Quatre cadres dirigeants des groupes électroniques LG et Chunghwa ont reconnu leurs torts et accepté leur condamnation à des peines de six à neuf mois de prison ferme et d'amendes dans une affaire d'entente sur les prix d'écrans à cristaux liquides aux États-Unis entre septembre 2001 et décembre 2006, alors que le marché mondial des écrans à cristaux liquides était évalué à 70 milliards de dollars. Dell, Motorola et Apple ont été cités parmi les sociétés victimes de cette entente sur les prix.
- Nintendo annonce avoir vendu 10,17 millions de sa console de jeux vidéo Wii aux États-Unis en 2008 et 9,95 de sa console de jeux DS, établissant ainsi un nouveau record, malgré des conditions économiques très difficiles, selon des chiffres de NPD Group hier.
- Mort du peintre réaliste et régionaliste Andrew Wyeth (91 ans) à son domicile dans la banlieue de Philadelphie (Pennsylvanie). Il est apprécié pour ses scènes à l'atmosphère mélancolique peintes avec une précision photographique dans les tons souvent gris et bruns.
- Liquidation du distributeur de produits d'électronique Circuit City, qui emploie plus de 30 000 salariés, après avoir été placé en novembre sous la protection de la loi sur les faillites.
- Le No 1 mondial de la location de voitures Hertz annonce la suppression de 4 000 postes dans le monde d'ici à la fin mars, soit 7,5 % des effectifs du groupe, en raison d'une baisse de la demande. Ces réductions d'effectifs toucheront en priorité les services n'ayant pas de contact direct avec les clients. À terme de cette nouvelle restructuration, le groupe aura licencié 32 % de ses employés depuis août 2006.

Affaires diverses
- Monica Seles, l'ancienne championne aux neuf victoires en Grand Chelem, entre au Panthéon de la gloire du tennis international en compagnie de trois autres anciens champions ou dirigeants. Monica Seles, est no 1 mondiale pendant 178 semaines, remportant deux US Open (1991, 1992), trois Roland-Garros (de 1990 à 1992) et quatre Internationaux d'Australie (1991, 1992, 1993, 1996). En pleine gloire sportive, elle est victime d'un attentat au tournoi de tennis d'Allemagne le 30 avril 1993, qui met fin de facto à sa place de no 1 mondiale. Grièvement blessée, elle traverse une longue période de dépression. Elle enlève 53 tournois amassant plus de 14 millions de dollars de prix. Elle participe au triomphe des États-Unis en Fed Cup en 1996, 1998 et 2000 et est médaillée de bronze olympique en 2000.

### Samedi17 janvier 2009
Politique
- Le département du Trésor publie une nouvelle directive destinée à renforcer l'application des restrictions de revenus applicables aux dirigeants des banques bénéficiant de son plan de renflouement. En vertu de cette nouvelle directive, le PDG de tout établissement ayant reçu des fonds dans le cadre du programme de recapitalisation des banques par le Trésor devra certifier chaque année que son entreprise est en règle sur ce point. Il devra aussi certifier à l'administration dans les 120 jours après la signature de l'accord sur la recapitalisation de sa banque avec le Trésor que les règles imposées par celui-ci en matière de rémunération des dirigeants sont respectées.

Économie
- Faillite de deux nouvelles banques régionales, la National Bank of Commerce de l'Illinois et  (nord), la Bank of Clark County (État de Washington).

Affaires diverses
- Un homme a été interpellé hier à Brookhaven (Mississippi) pour avoir menacé le 11 janvier sur un « chat en ligne » du site alien-earth.org d'assassiner le nouveau président Barack Obama lors de son investiture. Menacer de mort le président des États-Unis est passible de 5 ans de prison et de 250 000 dollars d'amende.

### Dimanche18 janvier 2009
Affaires diverses
- Les festivités d'investiture du nouveau président Barack Obama ont commencé à Washington, par un hymne à la « grandeur de l'Amérique », balayant 200 ans d'Histoire des États-Unis, des épisodes les plus glorieux aux moments les plus sombres. Plus de 50 vedettes ont enregistré des vidéos sur le site de socialisation MySpace, pour témoigner de leur engagement envers le prochain président.

### Lundi19 janvier 2009
Affaires diverses
- La Cour internationale de Justice (CIJ) estime que les États-Unis ont violé un ordre de la Cour en date du 16 juillet 2008 en exécutant un ressortissant mexicain, Jose Ernesto Medellin Rojas, « sans lui avoir accordé le réexamen et une révision de son cas conformément aux conditions prévues » par un arrêt de la Cour de 2004, a indiqué la présidente Rosalyn Higgins. La Cour a cependant rejeté la demande du Mexique de clarifier l'interprétation de cet arrêt, qui ordonnait une révision du procès de 51 Mexicains condamnés à mort aux États-Unis, sans avoir été informés en temps voulu de leur droit à une assistance consulaire.

### Mardi20 janvier 2009
Politique

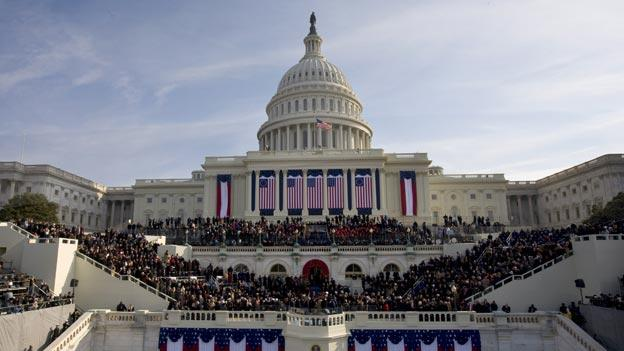
Inauguration Day du président Barack Obama

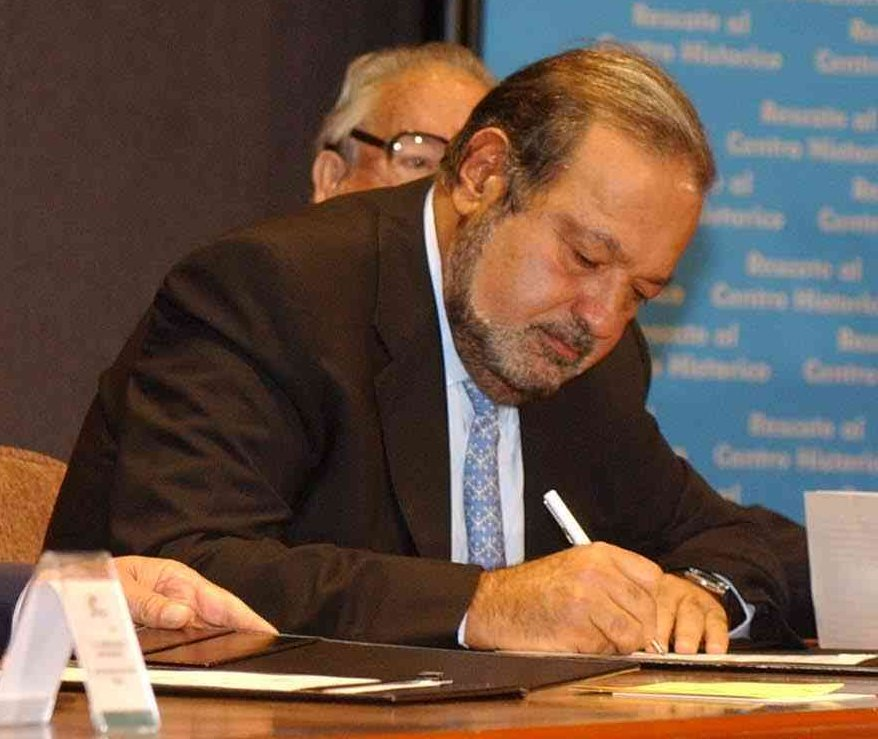
Carlos Slim Helú
(août 2005)

- Inauguration Day avec l'investiture de Barack Obama comme 44e président des États-Unis devant plus de deux millions de personnes rassemblées sur le Mall, l'esplanade qui fait face au Capitole. Le nouveau président a prêté serment sur la même Bible que son modèle en politique, Abraham Lincoln, puis a ensuite prononcé un discours d'investiture très attendu.
- Sur ordre du nouveau président, la nouvelle administration annonce le gel de toutes les réglementations en suspens héritées de l'administration Bush le temps qu'elles soient réexaminées. Les procureurs des tribunaux militaires de Guantanamo ont demandé aux juges de geler les procédures pendant 120 jours.

Économie
- Le vice-président de Fiat et représentant de la famille Agnelli, John Elkann, confirme une information du quotidien spécialisé Automotive News, à savoir que le groupe automobile italien a des discussions avec le constructeur automobile Chrysler. Selon le Wall Street Journal, Fiat s'apprêterait à prendre une participation de 35 % dans le capital de Chrysler dans le cadre d'un partenariat stratégique entre les deux entreprises; Fiat fournirait de la technologie à Chrysler. De plus, Fiat disposerait d'une option pour porter sa participation à terme à 55 %.
- Le milliardaire mexicain Carlos Slim va investir, à travers deux de ses sociétés, Banco Inbursa et Inmobiliaria Carso, 250 millions de dollars (189 millions d'euros) dans le groupe New York Times Company, qui édite le quotidien The New York Times, lui permettant ainsi de refinancer sa dette, notamment un crédit permanent de 400 millions de dollars (303 millions d'euros) qui arrivait à échéance en mai.
- Le fabricant de cartes de crédit Heartland révèle que son système informatique a été piraté en 2008 et que des données concernant les systèmes de paiement avaient été subtilisées. Après avoir été alerté par les sociétés de cartes de paiement Visa et MasterCard d'opérations suspectes concernant des transactions par cartes, Heartland « a découvert la semaine dernière la preuve d'une intrusion » d'un logiciel pirate dans son système informatique et estime que « l'incident pourrait être le fruit d'une cyber-fraude mondiale », cependant selon Heartland « ni les données commerciales, ni les numéros de Sécurité sociale, ni les chiffres cryptés d'identification personnelle (PIN), pas plus que les adresses et numéros de téléphone ne figurent » parmi les données dérobées.

Affaires diverses
- Le sénateur démocrate du Massachusetts Ted Kennedy, victime d'un malaise lors du déjeuner d'investiture en l'honneur du président Barack Obama, a été évacué en ambulance vers un hôpital.
- La disparition « volontaire » depuis le 14 janvier, selon la police de Sarasota (Floride), du gestionnaire de fonds Arthur Nadel (76 ans), fait craindre à une nouvelle escroquerie concernant les 350 millions de dollars dont il avait la gestion et qui ont aussi disparu[15].

### Mercredi21 janvier 2009
Politique
- Le président Barack Obama nomme le sénateur à la retraite George J. Mitchell (75 ans), qui avait joué un rôle déterminant dans les pourparlers de paix en Irlande du Nord, émissaire spécial pour le Proche-Orient.
- Le président Barack Obama prépare un décret prévoyant la fermeture du centre de détention de Guantanamo d'ici un an. Quelque 245 terroristes présumés y sont toujours détenus, la plupart sans inculpation ni jugement en dehors de tout cadre légal. L'administration Bush a toujours considéré les prisonniers de Guantanamo comme des « combattants ennemis », ne bénéficiant pas des droits conférés par la loi fédérale américaine ou les Conventions de Genève sur les prisonniers de guerre.
- Quatre des cinq hommes accusés d'avoir organisé les attentats du 11-Septembre s'opposent à la suspension de la procédure judiciaire les concernant comme l'a demandé le président Barack Obama.

### Jeudi22 janvier 2009
Politique

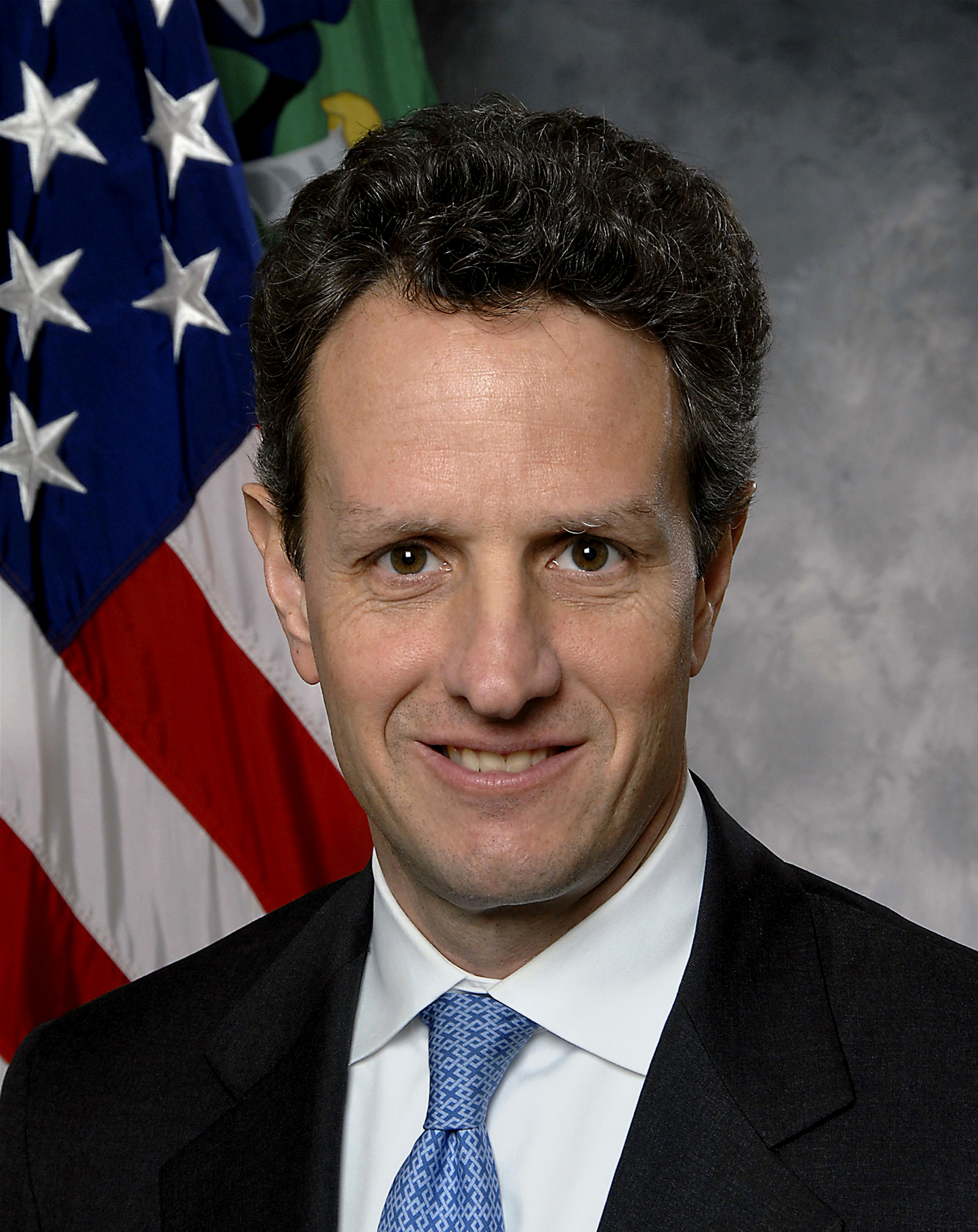
Timothy Geithner
(Février 2009)

- Selon le secrétaire au Trésor, Timothy Geithner, le président Barack Obama, — appuyé par les conclusions d'un grand nombre d'économistes — estime que la Chine « manipule » sa devise et les États-Unis mettront en place une diplomatie commerciale intensive : « Le président Obama s'est engagé en tant que président à recourir intensivement à toutes les voies diplomatiques disponibles pour obtenir un changement dans les pratiques de la Chine en matière de devises ». D'autre part il estime qu'un « dollar fort est de l'intérêt national » des États-Unis.
- La nouvelle secrétaire d'État, Hillary Clinton, prend officiellement ses fonctions et devient la troisième femme à occuper ce poste après Madeleine Albright et Condoleezza Rice. Elle assure que les États-Unis entrent dans une « nouvelle ère ».
- Nouvelle administration du président Barack Obama : Nomination de l'ancien ambassadeur auprès des Nations unies, Richard Holbrooke, au poste d'émissaire pour l'Afghanistan et le Pakistan.

Économie
- Le groupe de logiciels Microsoft, à l'occasion de la publication de bénéfices trimestriels en baisse (-11 %, 4,17 Mds $US) et inférieurs aux attentes des analystes, annonce la suppression de quelque 5 000 postes dans les 18 prochains mois, dont 1 400 immédiatement.

Affaires diverses
- Selon le site du New York Times, 779 adultes et adolescents ont été incarcérés dans le camp de Guantanamo depuis sa création en janvier 2002 sur la base navale américaine de Cuba. La majorité d'entre eux a été capturée en Afghanistan ou à la frontière pakistano-afghane dans les premiers mois de l'offensive alliée. D'après le département de la Défense, 241 personnes sont toujours détenues à Guantanamo, pour la plupart depuis des années et sans inculpation. Parmi les prisonniers, les deux tiers sont originaires du Yémen, les autres appartiennent à près de trente nationalités.

### Vendredi23 janvier 2009
Politique
- Le président Barack Obama autorise à nouveau le financement public en faveur des associations qui fournissent des services ou des conseils d'experts en matière d'avortement à l'étranger, estimant que les dispositions révoquées étaient « inutilement larges et injustifiées » et qu'« au cours des huit années passées, elles ont sapé les efforts pour promouvoir un planning familial volontaire, sûr et efficace dans les pays en développement ».

### Dimanche25 janvier 2009
Affaires diverses
- Un homme ouvre le feu devant une discothèque de Portland (Oregon), tuant deux femmes et faisant sept blessés dont quatre étudiants étrangers.

### Lundi26 janvier 2009
Politique
- Le président Barack Obama annonce ses premières mesures pour réduire la dépendance énergétique des États-Unis et les émissions de gaz à effet de serre, et stimuler la production de voitures moins gourmandes en carburant. Il s'est notamment focalisé sur l'industrie automobile qu'il veut « préparer à l'avenir ». Pour le nouveau président, les États-Unis sont prêts à mener le combat international contre le réchauffement climatique et appelle à une « coalition véritablement mondiale » contre le phénomène, soulignant la nécessité que les grandes économies émergentes, la Chine et l'Inde, fassent leur part du travail.
- Le président Barack Obama affirme son intention de permettre l'ouverture de discussions avec l'Iran et de tendre la main au régime islamique si ce dernier « desserre le poing » : « Je pense qu'il est important que nous soyons prêts à parler à l'Iran, pour dire très clairement où sont nos divergences, mais aussi où se trouvent les possibilités de progrès [...] Au cours des prochains mois, nous allons élaborer le cadre général et l'approche. Et, comme je l'ai dit dans mon discours d'investiture, si des pays comme l'Iran sont prêts à ouvrir le poing, ils trouveront une main tendue de notre part [...] J'ai dit au cours de ma campagne qu'il était très important de veiller à utiliser tous les instruments de la puissance américaine, y compris la diplomatie, dans nos rapports avec l'Iran ». George W. Bush a toujours conditionné l'ouverture de discussions avec l'Iran à la suspension par le régime islamique de ses activités nucléaires les plus sensibles.
- La secrétaire d'État, Hillary Clinton, nomme Todd Stern, un ancien conseiller de son mari, en tant qu'émissaire chargé du réchauffement climatique.

Économie
- Le constructeur d'engins de chantier Caterpillar annonce la suppression de 20 000 emplois dans le monde sur 113 000, pour faire face à une année 2009 « très dure ». Ces mesures s'accompagnent de « fortes réductions des heures supplémentaires », et d'un gel des embauches et des salaires pour les employés administratifs. Pour 2009, le constructeur s'attend à une baisse d'environ 20 % de son chiffre d'affaires.
- Le constructeur automobile General Motors annonce une nouvelle suppression de 2 000 emplois dans deux de ses usines américaines.
- Le groupe pharmaceutique Pfizer rachète Wyeth pour 68 milliards de dollars. La fusion donne naissance à un groupe géant de 75 milliards de dollars de chiffre d'affaires (52,5 mds d'euros).
- La fondation caritative Bill et Melinda Gates, accuse une baisse de 20 % de la valeur de ses actifs du fait de la crise économique, ce qui est selon Bill Gates, « c'est beaucoup mieux que d'autres fonds parce qu'il y a tant de types d'investissements qui ont perdu plus de 20 % » dans la lettre annuelle d'information de sa fondation. La fondation qui combat notamment la mortalité infantile, la polio, le sida et la malaria et soutient des projets dans le domaine de l'agriculture et de l'éducation, dépensera davantage en 2009 qu'en 2008, soit 3,8 milliards de dollars au lieu de 3,3 milliards.

Affaires diverses
- Une californienne a donné naissance à des octuplés à l'hôpital de Bellflower (sud-est de Los Angeles). Les huit bébés, 6 garçons et 2 filles, sont « tous nés vivants et très vigoureux » et sont dans un état « stable ». Ils sont nés par césarienne et l'accouchement a mobilisé 46 membres du personnel et quatre salles d'accouchement, elle bat ainsi le record de sextuplets de Kenny et Bobbi McCaughey (en) du 19 novembre 1997.
- Les cendres de Gene Roddenberry, le créateur du feuilleton Star Trek, mort en octobre 1991, et de son épouse Majel Roddenberry récemment décédée, vont prochainement être envoyés dans l'espace[16].

### Mardi27 janvier 2009
Politique
- Lors de son audition au Congrès, le secrétaire à la Défense Robert Gates estime qu'il existe un risque de « revers » en Irak malgré une baisse des violences, et pense que Washington devait s'attendre à y maintenir une présence militaire « pendant de nombreuses années », mais l'Afghanistan représente aujourd'hui « le plus grand défi militaire » des États-Unis, prédisant une « bataille longue et difficile » pour vaincre l'insurrection des talibans.
- Des responsables de la SEC, le gendarme boursier américain, ont été auditionnés devant la commission bancaire du Sénat. Ils sont apparus désemparés et sans réponse devant les nombreuses questions soulevées par la fraude historique du financier Bernard Madoff et posées par des sénateurs surpris que la plus importante fraude dans l'histoire de Wall Street ait pu passer inaperçue pendant des années. Selon le sénateur Chuck Schumer : « La fraude de Madoff est si énorme et évidente et est intervenue sur une si longue période qu'il est tout simplement inexplicable que la SEC ne s'en soit pas rendu compte ». Linda Thomsen, responsable de l'application des règles à la SEC, s'est plainte d'un manque de personnel et de ressources, affirmant que la SEC dispose de 425 personnes pour superviser les conseillers financiers et les fonds commun de placement et 315 autres personnes pour surveiller les courtiers tandis qu'elle est censée se pencher sur les activités de 11 300 conseillers en investissement, 4 600 fonds et 5 500 courtiers. Seulement 10 % des conseils en investissement sont inspectés tous les trois ans.

Économie
- Dans le cadre du plan de relance, les Indiens des réserves américaines bénéficieront de 2,8 milliards de dollars. Selon Byron Dorgan, président de la commission des affaires indiennes du Sénat, le taux de chômage chez les Indiens est de 50 %, et les besoins en matière de logements sont criants. Ces dépenses publiques, vont être allouées à des projets déjà préparés, n'attendant plus qu'un financement.
- Selon l'indice S&P/Case-Shiller mesurant les prix dans les 20 plus grandes agglomérations, la baisse sur un an des prix des logements américains a été en novembre 2008 de 18,2 %. Dans les dix plus grandes villes la baisse a été de 19,1 % sur un an.
- Selon l'institut de recherches Nielsen Online, le nombre de visiteurs des sites internet des dix principaux quotidiens américains a atteint 40,1 millions en décembre 2008, soit une hausse de 27 % par rapport à décembre 2007. Les sites les plus fréquentés ont été : NYTimes.com (New York Times, 18,2 millions de visiteurs uniques, +6 %), USATODAY.com (USA Today, 11,4 millions de visiteurs uniques, +15 %), washingtonpost.com (Washington Post, 9,5 millions de visiteurs, +12 %), LATimes.com (Los Angeles Times, 8 millions de visiteurs, +73 %), WSJ.com (Wall Street Journal, 7,2 millions, +34 %), dailynews.com (New York Daily News, 5,9 millions, +99 %) et Boston.com (Boston Globe, 4,1 millions, +6 %).
- Selon le syndicat Alliance@IBM, le groupe informatique IBM engage un premier plan social visant à supprimer plus de 2 800 emplois.
- Le No 1 du bricolage et de la rénovation aux États-Unis, Home Depot, annonce la suppression de 7 000 emplois sur ses 300 000 salariés dans le monde et la fermeture de sa petite chaîne "Expo". Le groupe va aussi supprimer 2 000 emplois hors magasins et geler les salaires de l'encadrement.
- La chaîne de restauration rapide McDonald's n'est pas touchée par la crise, son bénéfice net est en hausse de 80 % dépassant largement les attentes des analystes et le groupe prévoit d'investir 1,1 milliard de dollars en Europe.
- Sous la pression de la nouvelle administration, le groupe bancaire Citigroup, bénéficiaire de 45 milliards de dollars d'argent public, après avoir annoncé un renforcement de son programme de réduction de sa flotte de jets de 5 à 2, via la vente des appareils existants et le rachat d'autres plus économes en carburant, renonce à prendre livraison d'un nouvel avion privé, un Falcon 7X de Dassault, achat jugé peu judicieux par le porte-parole de la Maison-Blanche Robert Gibbs, rendant compte du fait que le président Barack Obama « estime qu'une grande attention doit être portée à la manière dont l'argent du contribuable est utilisé [...] quand il s'agit d'injecter des fonds dans les banques pour qu'elles puissent prêter de l'argent ».

Affaires diverses

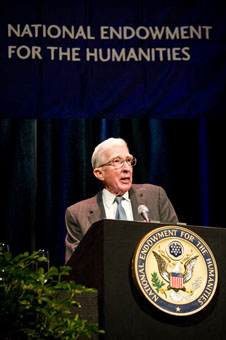
John Updike
(mai 2008)

- Décès du romancier John Updike (76 ans) d'un cancer du poumon. Il est l'auteur de la tétralogie « Rabbit », double lauréat du prix Pulitzer, lauréat à deux reprises du prestigieux prix Pulitzer, auteur prolifique de centaines de livres, nouvelles, critiques, essais, romans pour enfants et poèmes[17].
- Décès en Floride du musicien Billy Powell (56 ans) du légendaire groupe de « rock sudiste » Lynyrd Skynyrd.
- Dans le cadre de l'affaire Madoff, deux cabinets d'avocats, un espagnol et un américain, ont déposé à Miami (Floride), une plainte en nom collectif contre la banque espagnole Santander, une des plus exposées à la fraude du financier Bernard Madoff à travers son fonds « Optimal Strategic Fund ».
- Nicholas Cosmo (37 ans), PDG de la société Agape World Inc. est arrêté et accusé d'une fraude pyramidale de 370 millions de dollars, ayant escroqué quelque 1 500 investisseurs. Les investisseurs étaient convaincus que leurs fonds servaient à obtenir des prêts commerciaux lucratifs mais tout l'argent investi était en fait utilisé pour fournir des retours sur investissements fictifs aux précédents investisseurs, selon le schéma classique de Ponzi.
- Un ambulancier des Bahamas est inculpé dans le cadre d'une tentative d'extorsion de 25 millions de dollars visant l'acteur américain John Travolta, dont le fils a été retrouvé mort le 2 janvier dans cet archipel où il séjournait avec sa famille[18].* Un homme qui venait de perdre son emploi tue 7 membres de sa famille dont 5 jeunes enfants dans leur maison de Wilmington (Californie) « avant de retourner le revolver contre lui et de se suicider ».

### Mercredi28 janvier 2009
Politique
- Le président iranien Mahmoud Ahmadinejad demande au nouveau président Barack Obama de s'excuser pour les « crimes » commis par les États-Unis contre l'Iran : Ceux qui parlent de changement doivent présenter des excuses au peuple iranien et essayer de réparer leurs mauvais actes passés et les crimes qu'ils ont commis contre l'Iran. Le président iranien a ensuite énuméré toute une liste de griefs contre les États-Unis remontant jusqu'à leur organisation d'un coup d'État en 1953 pour renverser le Premier ministre de l'époque Mohammad Mossadegh. Il a aussi mentionné l'opposition de Washington à la révolution islamique de 1970 ou son soutien à l'Irak dans la guerre engagée par Bagdad contre l'Iran. Mahmoud Ahmadinejad appelle la nouvelle administration Obama à « respecter les peuples, [...] à ne plus s'ingérer dans les affaires des autres peuples, [...] à mettre un terme au soutien aux sionistes sans racines, illégaux et fantoches [...] à permettre au peuple américain [...] de décider de son propre sort. [...] L'Iran accueille favorablement le changement à condition qu'il soit en profondeur [...] mais avertit que si quelqu'un veut parler avec le peuple iranien avec le même état d'esprit que Bush  [...] mais avec des mots nouveaux, la réponse de l'Iran sera la même que celle donnée ces dernières années à Bush et ses valets »[19].

Économie

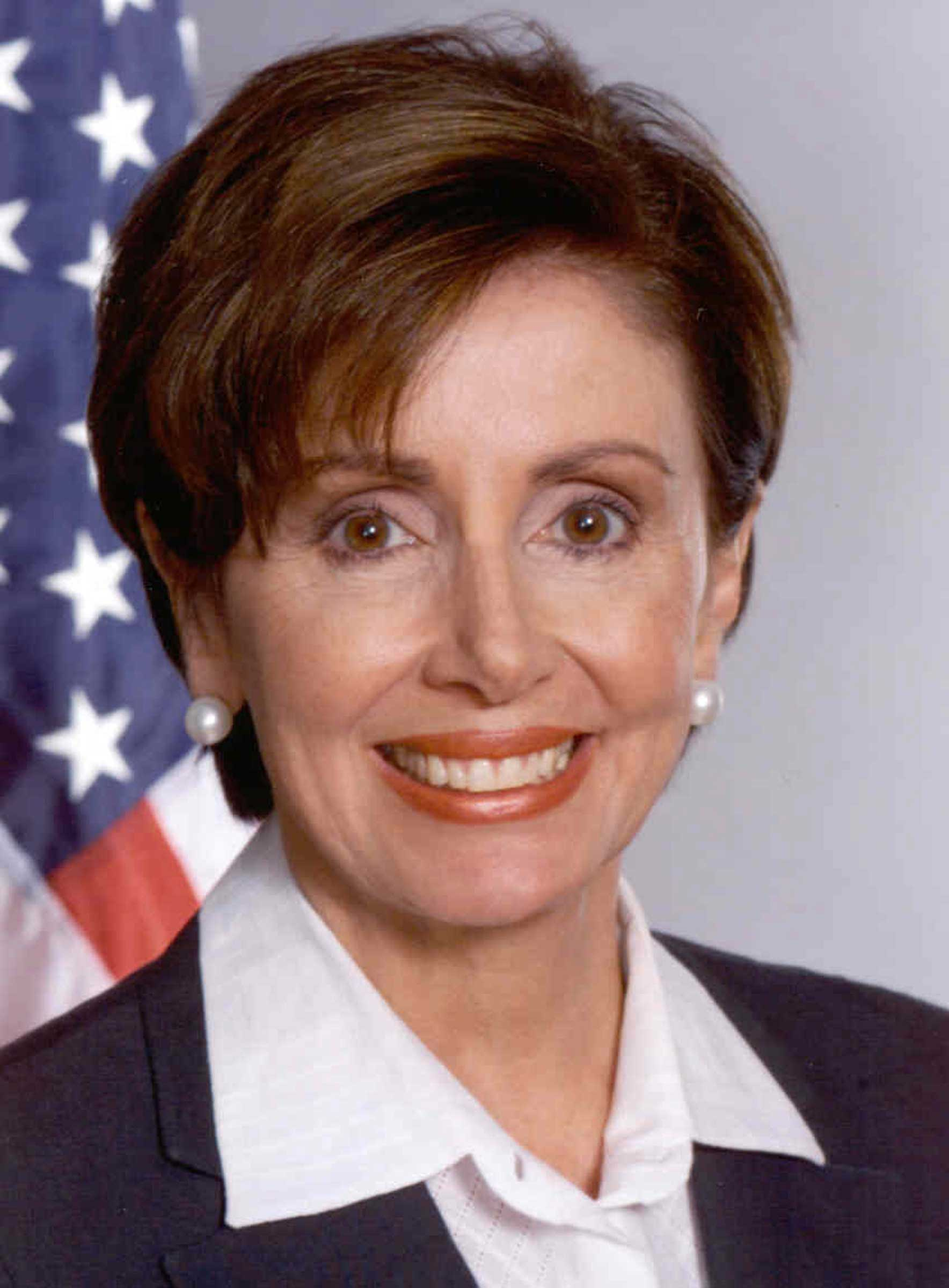
Nancy Pelosi
(juin 2006)

- Selon le Fonds monétaire international le coût de la crise bancaire aux États-Unis devrait affecter les institutions financières mondiales à hauteur de 2 200 milliards de dollars, contre 1 400 milliards estimés en octobre.
- La présidente démocrate de la Chambre des représentants Nancy Pelosi déclare que les démocrates ne feront pas de « compromis » avec les républicains sur le plan de relance de 825 milliards de dollars : « Nous ne ferons pas de compromis sur la réponse aux besoins des Américains [...] ils veulent des emplois, ils veulent des certitudes en matière d'éducation des enfants. Ils veulent des possibilités en matière de protection santé, ils veulent que nous agissions pour eux ». Des amendements proposés par les républicains ont été acceptés par les démocrates lors de l'examen du texte dans différentes commissions, mais les grandes lignes restent l'œuvre des démocrates. La Chambre des représentants approuve le plan de relance de l'économie américaine pour un montant de 819 milliards de dollars, qui doit encore être approuvé par le Sénat.
- La Réserve fédérale, après avoir abaissé à 0 % le niveau des taux d'intérêt américains, annonce de nouvelles mesures exceptionnelles pour stimuler le financement de l'économie, comme le rachat de bons du Trésor sur le marché.
- Le constructeur aéronautique Boeing annonce la suppression de 10 000 emplois, soit une réduction de 6 % de ses effectifs, y compris les 4 500 suppressions de postes déjà annoncées dans la division aviation commerciale.
- La chaîne de cafés Starbucks annonce une nouvelle vague de 6 700 suppressions d'emplois et de 300 fermetures de magasins due à l'impact de la crise sur un groupe qui peine à maîtriser les conséquences d'une expansion mal maîtrisée. Cette nouvelle restructuration vient s'ajouter à la suppression de 11 000 emplois et à la fermeture de 600 cafés américains, annoncés en juillet.

Affaires diverses
- Le réalisateur John Landis intente une action en poursuite pour rupture de contrat contre Michael Jackson, affirmant ne pas avoir reçu un sou des droits du vidéoclip de la chanson « Thriller » depuis des années.
- Un homme de 41 ans, condamné à mort pour un quadruple meurtre en 1996, dont deux enfants, est exécuté au Texas par injection létale. Il s'agit de la 4e exécution depuis le début de l'année[20].

### Jeudi29 janvier 2009
Politique
- Le président Barack Obama s'est emporté contre les primes « honteuses » que les sociétés cotées à Wall Street ont versé à leurs employés en 2008, pour un montant global de 18,4 milliards de dollars, alors que les Américains en étaient de leur poche pour les maintenir à flot : « Au moment où la plupart de ces institutions étaient près de s'effondrer et où elles demandent l'aide des contribuables pour les soutenir, et où les contribuables eux-mêmes sont dans une situation difficile parce que le système tout entier pourrait leur tomber sur la tête s'ils ne leur venaient pas en aide, c'est le comble de l'irresponsabilité, c'est honteux [...]. Et ce qu'il va falloir entre autres, c'est que les gens de Wall Street, qui demandent de l'aide, fassent preuve de retenue, de discipline et de davantage de sens des responsabilités. »

Économie

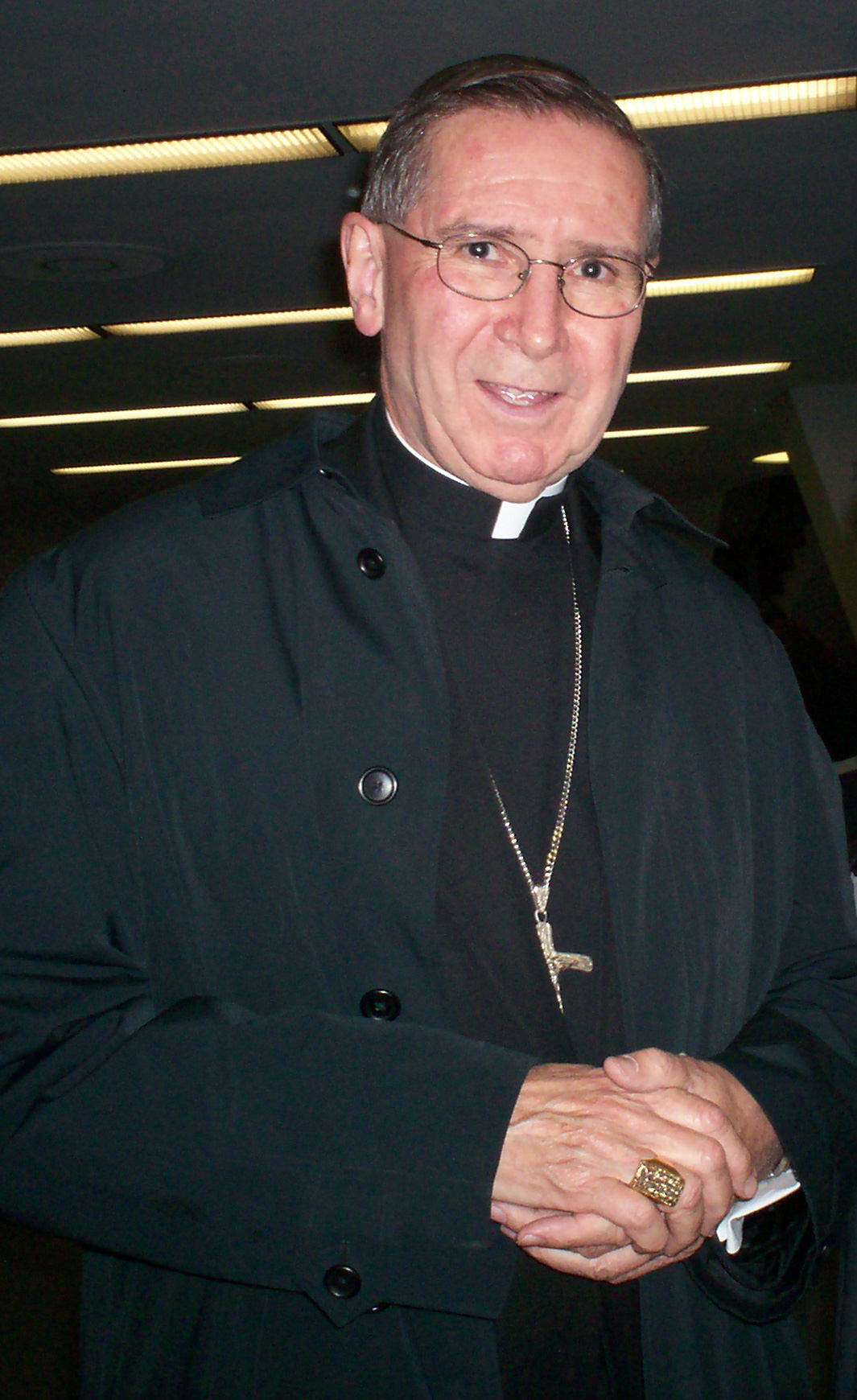
Roger Mahony
(Mars 2006)

- Le constructeur automobile Ford  annonce une perte 2008 de 14,6 milliards de dollars (11,3 milliards d'euros), contre 2,7 milliards en 2007, soit la perte annuelle la plus élevée depuis sa création, il y a 105 ans. Ses ventes 2008 se sont écroulées de près de 21 % sur le marché américain et ses liquidités fondent à vue d'œil.
- Le groupe d'imagerie Eastman Kodak annonce la suppression de 3 500 à 4 500 emplois dans le monde en 2009, soit 14 à 18 % de ses effectifs, après avoir enregistré un effondrement de 24 % de ses ventes en fin d'année.

Affaires diverses
- Selon le Los Angeles Times, le cardinal Roger Mahony, fait l'objet d'une enquête diligentée par le parquet fédéral qui le soupçonne d'avoir couvert les agissements de prêtres pédomanes, ayant eu connaissance d'affaires de pédomanie au sein de son diocèse et de ne pas avoir alerté les autorités, selon le journal. En juillet 2007, l'archevêché de Los Angeles avait accepté de verser 660 millions de dollars de dommages et intérêts à des victimes de sévices sexuels commis par des prêtres, une somme record dans le scandale de pédomanie qui touche depuis 2002 le clergé catholique américain[21].
- Le juge du Guantanamo, James Pohl, refuse de suspendre la procédure contre Abd Al-Rahim Al-Nashiri, un Saoudien accusé d'être impliqué dans l'attentat du navire USS Cole, qui avait fait 17 morts en 2000. Cette décision va à l'encontre de la demande du président Barack Obama.
- Le taux de suicides dans l'Armée de terre a pour la quatrième année augmenté, atteignant un nouveau record, vraisemblablement en raison du stress généré par la longueur et l'intensification des conflits en Irak et en Afghanistan. En 2008, 143 soldats ont mis volontairement fin à leurs jours, contre 115 en 2007.
- Les sénateurs de l'Illinois, à l'unanimité, agissant en qualité de jury, destituent le gouverneur démocrate Rod Blagojevich, huit semaines après son arrestation pour avoir tenté de monnayer le siège de sénateur fédéral naguère occupé par le président Barack Obama. Ils décident aussi de le frapper d'inéligibilité à vie dans l'Illinois.

### Vendredi30 janvier 2009
Politique
- Un employé du département d'État intente une action en justice contre la nomination d'Hillary Clinton au poste de secrétaire d'État, estimant que cette nomination est anticonstitutionnelle, car le Sénat a autorisé, alors qu'elle y siégeait, une hausse du salaire de la secrétaire d'État de l'époque, Condoleezza Rice, or selon l'article Un, section six de la Constitution américaine, aucun membre du Congrès ne peut accéder à un emploi dans l'exécutif si le salaire de ce poste a été relevé pendant son mandat[22].

Économie
- Selon les chiffres publiés, la croissance américaine le produit intérieur brut a reculé de 3,8 % au quatrième trimestre en rythme annuel, marquant le plus fort recul depuis le premier trimestre 1982. Au quatrième trimestre 2008,  En 1982, la chute avait atteint 6,4 %. Jugeant que « l'économie américaine continue à se contracter gravement », la Maison-Blanche estime qu'il est « essentiel d'agir immédiatement pour soutenir à la fois le secteur financier et la demande », exhortant le Congrès à adopter son plan de relance massif, tandis que son gouvernement étudie plusieurs options pour aider les banques.

Affaires diverses
- L'Observatoire des volcans de l'Alaska lance une alerte à l'éruption concernant le volcan Redoubt (3 108 m) en raison de nombreux signes avant-coureurs d'une éruption sur ce volcan situé à 150 km au sud-ouest de la ville d'Anchorage (280 000 habitants) dans une région très peu peuplée. Sa dernière éruption qui avait duré 5 mois avait eu lieu en 1989-1990.

### Samedi31 janvier 2009
Politique

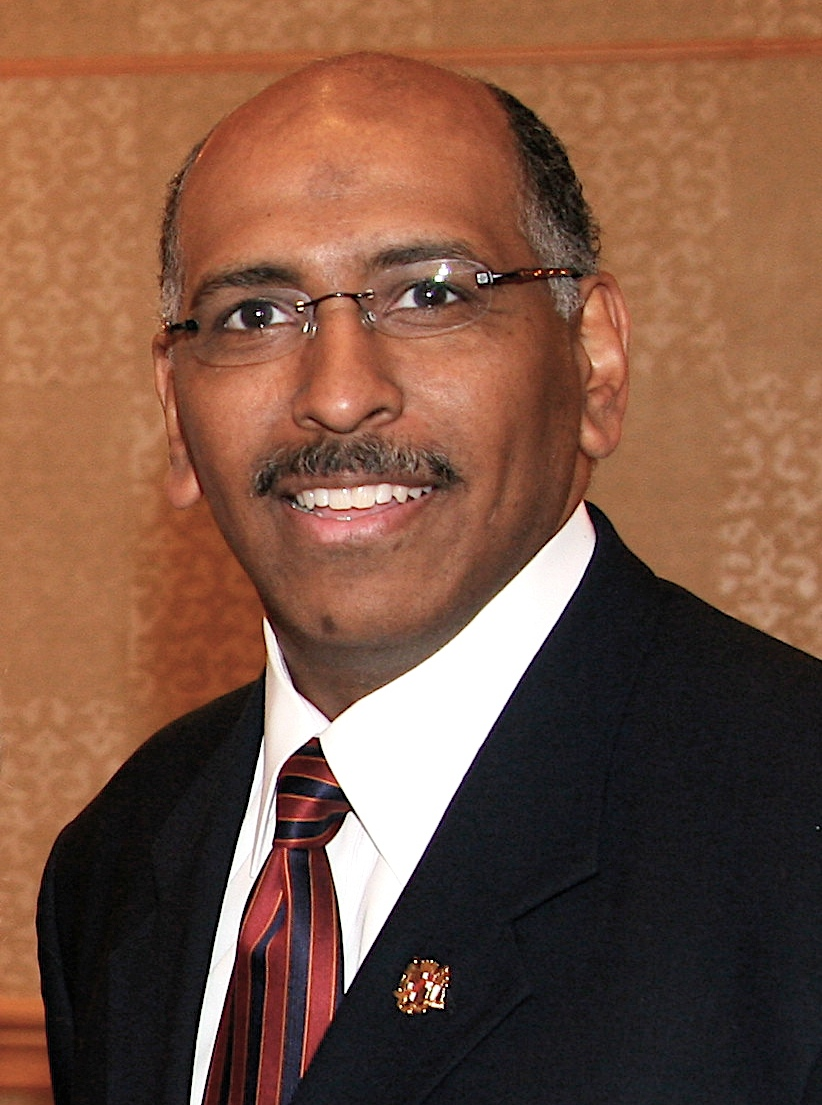
Michael S. Steele
(2008)

- Les Républicains élisent pour la première fois un Noir, Michael S. Steele (50 ans), comme président national de leur parti, dix jours après l'investiture du premier président démocrate métis des États-Unis Barack Obama. Il s'est engagé à « faire grandir le parti, renforcer le parti », actuellement minoritaire dans les deux chambres du Congrès américain, après avoir perdu la Maison-Blanche le 4 novembre dernier : « Nous sommes fiers d'être le parti conservateur des États-Unis. Et nous allons nous assurer que nous travaillerons dur pour garantir que ces principes, ces valeurs, qui ont fait de nous le parti de Lincoln soient prises en compte, font partie des politiques mises en œuvre pour aider à donner une nouvelle direction à ce pays ». Le Républicain Abraham Lincoln, le président qui a aboli l'esclavage au XIXe siècle et prôné l'union par delà les divisions de la guerre de Sécession (1861-1865), est le modèle en politique du président Obama.

Économie
Affaires diverses
- La FDA ouvre une enquête criminelle dans l'affaire de la vaste intoxication alimentaire à la pâte d'arachide contaminée aux salmonelles qui a intoxiqué 502 personnes dont 8 ont trouvé la mort. L'enquête porte sur les conditions de traitement et de distribution de la pâte d'arachide par l'entreprise Peanut Corporation of America, grossiste en beurre de cacahuètes dont les produits entrent dans la fabrication de multiples gâteaux, confiseries, céréales et glaces. PCA a procédé à un des rappels alimentaires les plus importants de l'histoire en faisant retirer du marché plus de 400 marques de gâteaux, confiseries, céréales et glaces contenant ses produits à base de cacahuètes. Les salmonelles contenues dans de la pâte d'arachide provenant de l'usine de Blakely (Géorgie). Selon le président de la commission judiciaire du Sénat, Patrick Leahy, et la présidente de la sous-commission à l'agriculture de la Chambre des représentants, Rosa DeLauro : « Nous croyons qu'il est crucial de déterminer si les actions et les manquements de cette entreprise posent la question d'un comportement criminel ».